# ويليامسبورغ (نيومكسيكو)
ويليامسبورغ (بالإنجليزية: Williamsburg, New Mexico)‏ هي منطقة سكنية تقع في الولايات المتحدة في مقاطعة سيرا، نيومكسيكو. يقدر عدد سكانها بـ 527 نسمة ومساحتها 1.2 كم2 وترتفع عن سطح البحر 1,291 متر.

## التركيبة السكانية
حدّد مكتب تعداد الولايات المتحدة بيانات التركيبة السكانية لويليامسبورغ في تعداد الولايات المتحدة. في ما يلي، التركيبة السكانية حسب تعدادي 2000 و2010.

### تعداد عام 2000
بلغ عدد سكان ويليامسبورغ 527 نسمة بحسب تعداد عام 2000، وبلغ عدد الأسر 264 أسرة وعدد العائلات 154 عائلة مقيمة في القرية. في حين سجلت الكثافة السكانية 399.2 نسمة لكل كيلومتر مربع (1,033.9/ميل2). وبلغ عدد الوحدات السكنية 345 وحدة بمتوسط كثافة قدره 261.4 لكل كيلومتر مربع (677.0/ميل2).
وتوزع التركيب العرقي للقرية بنسبة 91.84% من البيض و1.71% من الأمريكيين الأفارقة و0.76% من الأمريكيين الأصليين و0.19% من الأمريكيين ذوي الأصول الآسيوية و1.90% من الأعراق الأخرى و3.61% من عرقين مختلطين أو أكثر و13.09% من الهسبانيون أو اللاتينيون من أي عرق.
بلغ عدد الأسر 264 أسرة كانت نسبة 19.7% منها لديها أطفال تحت سن الثامنة عشر تعيش معهم، وبلغت نسبة الأزواج القاطنين مع بعضهم البعض 43.9% من أصل المجموع الكلي للأسر، ونسبة 8.7% من الأسر كان لديها معيلات من الإناث دون وجود شريك،  بينما كانت نسبة 5.7% من الأسر لديها معيلون من الذكور دون وجود شريكة وكانت نسبة 41.7% من غير العائلات. تألفت نسبة 35.2% من أصل جميع الأسر من عدة أفراد يعيشون في نفس المنزل ونسبة 20.1% كانت تتألف من شخص يعيش بمفرده يبلغ من العمر 65 عاماً أو أكثر. وبلغ متوسط حجم الأسرة المعيشية 2.00، أما متوسط حجم العائلات فبلغ 2.51.
بلغ العمر الوسطي للسكان 55.4 عاماً. وكانت نسبة 15.9% من القاطنين تحت سن الثامنة عشر، وكانت نسبة 3.4% بين الثامنة عشر والرابعة والعشرين عاماً، ونسبة 15.6% كانت واقعةً في الفئة العمرية ما بين الخامسة والعشرين والرابعة والأربعين عاماً، ونسبة 29.2% كانت ما بين الخامسة والأربعين والرابعة والستين، ونسبة 35.9% كانت ضمن فئة الخامسة والستين عاماً فما فوق. يوجد لكل 100 أنثى 102.7 ذكر، ويوجد لكل 100 أنثى في الثامنة عشر من عمرها فما فوق 97.8 ذكر.
بلغ متوسط دخل الأسرة في القرية 23,750 دولارًا، أما متوسط دخل العائلة فبلغ 27,679 دولارًا. وكان متوسط دخل الذكور 27,917 دولارًا مقابل 19,250 دولارًا للإناث. وسجل دخل الفرد الخاص بالقرية 15,549 دولارًا. وكانت نسبة 5.5% من العائلات ونسبة 9.6% من السكان تحت خط الفقر، وكان من هؤلاء نسبة 9.7% تحت سن الثامنة عشر ونسبة 6.2% في الخامسة والستين من العمر وما فوق.

### تعداد عام 2010
بلغ عدد سكان ويليامسبورغ 449 نسمة بحسب تعداد عام 2010، وبلغ عدد الأسر 245 أسرة وعدد العائلات 117 عائلة مقيمة في القرية. في حين سجلت الكثافة السكانية 340.2 نسمة لكل كيلومتر مربع (881.1/ميل2). وبلغ عدد الوحدات السكنية 310 وحدة بمتوسط كثافة قدره 234.8 لكل كيلومتر مربع (608.1/ميل2).
وتوزع التركيب العرقي للقرية بنسبة 92.43% من البيض و2.23% من الأمريكيين الأصليين و3.79% من الأعراق الأخرى و1.56% من عرقين مختلطين أو أكثر و23.83% من الهسبانيون أو اللاتينيون من أي عرق.
بلغ عدد الأسر 245 أسرة كانت نسبة 13.5% منها لديها أطفال تحت سن الثامنة عشر تعيش معهم، وبلغت نسبة الأزواج القاطنين مع بعضهم البعض 34.7% من أصل المجموع الكلي للأسر، ونسبة 9.4% من الأسر كان لديها معيلات من الإناث دون وجود شريك،  بينما كانت نسبة 3.7% من الأسر لديها معيلون من الذكور دون وجود شريكة وكانت نسبة 52.2% من غير العائلات. تألفت نسبة 43.7% من أصل جميع الأسر من عدة أفراد يعيشون في نفس المنزل ونسبة 24.5% كانت تتألف من شخص يعيش بمفرده يبلغ من العمر 65 عاماً أو أكثر. وبلغ متوسط حجم الأسرة المعيشية 1.83، أما متوسط حجم العائلات فبلغ 2.44.
بلغ العمر الوسطي للسكان 59.2 عاماً. وكانت نسبة 11.8% من القاطنين تحت سن الثامنة عشر، وكانت نسبة 4.2% بين الثامنة عشر والرابعة والعشرين عاماً، ونسبة 12.2% كانت واقعةً في الفئة العمرية ما بين الخامسة والعشرين والرابعة والأربعين عاماً، ونسبة 35% كانت ما بين الخامسة والأربعين والرابعة والستين، ونسبة 36.7% كانت ضمن فئة الخامسة والستين عاماً فما فوق. وتوزع التركيب الجنسي للسكان بنسبة 49.7% ذكور و50.3% إناث.